# Tasajeras
Tasajeras es una de las poblaciones perteneciente al municipio de Lagunillas en el estado Zulia, Venezuela. Pertenece a la Parroquia Venezuela.

## Etimología
Tasajeras proviene de tasajear, verbo que refiere la acción de cortar y que posteriormente dio el lugar donde se procesaba el ganado de haciendas cercanas.

## Ubicación
Tasajeras se encuentra entre el caño La "O" al norte, la Av 41 al este, la carretera Q al sur y el lago de Maracaibo al oeste.

## Historia
Tasajeras estaba originalmente ocupada por haciendas, palafitos y un puerto pesquero. A principios del siglo XX con la explotación petrolera el pueblo vivió un auge económico, Tasajeras era conocido por sus fiestas y su puerto. Posteriormente se construyó el muro de contención secando las lagunas naturales, dejando los palafitos en seco y eliminando el puerto, por lo que hoy es un grupo de casas rodeado de salinas secas.

## Zona residencial
Tasajeras se encuentra al sur del caño La "O", sin embargo la carretera "O" no forma parte de su red vial y es más bien el sur de ciudad Ojeda. Tasajeras se extiende hacia el sur hasta la entrada de Lagunillas en la carretera Q claramente marcada por una entrada en "Y", las vías principales de tasajeras son las carreteras P y Q y las avenidas 33, 34 y 41, al este de la carretera 41 se extiende un bosque y luego un segundo grupo de casas entre las carreteras 44 y 52. Tasajeras vive con el recuerdo de su gloria pasada que es una advertencia para otros pueblos se la Costa Oriental, sin embargo en Tasajeras la tradición se mantiene viva, organizando una de las procesiones en honor a San Benito de Palermo que se hacen todos los años (las otras son en Puerto Escondido, Municipio Santa Rita y en Cabimas, Municipio Cabimas). 

## Transporte
La línea Cabimas - Lagunillas pasa por la Av Intercomunal y entra en Lagunillas en la entrada de la Q. La línea San José - Campo Mío, viene de Ciudad Ojeda pasa por Tasajeras y entra en Lagunillas en la misma entrada de la Q al sector Campo Mío.
- Datos: Q6139148